# Willy Peter Stoll
Willy Peter Stoll (Stuttgart, 12 de juny de 1950 - Düsseldorf, 6 de setembre de 1978) va ser un activista polític alemany, militant de la segona generació de la Fracció de l'Exèrcit Roig (RAF). Es creu que va formar part de l'escamot responsable del segrest i assassinat de l'empresari i exoficial nazi Hanns Martin Schleyer.

## Trajectòria
Stoll va néixer l'any 1950 en una família d'artesans al districte de Vaihingen, a la ciutat de Stuttgart. Segons la seva germana, va ser un noi «molt sensible». Va cursar estudis de secundària al Hegel-Gymnasium, situat al seu districte natal, fins que va ser expulsat de l'escola a vuitè grau per falta de disciplina. Després va completar els estudis a una escola de negocis privada, es va graduar el 1969 com a gestor d'impostos i va treballar en aquesta professió al districte veí de Möhringen. Quan va ignorar la convocatòria per al servei militar, la policia militar el va arrossegar a la força fins a la caserna. Més tard, va aconseguir el seu reconeixement com a objector de consciència.

### Contacte amb la RAF
A principis de la dècada de 1970, es va traslladar amb la seva dona i la seva filla al pis compartit Birkendörfle del districte de Killesberg, el qual també compartien amb Volker i Angelika Speitel. Com a integrant del grup de suport Rote Hilfe e.V., Stoll va fer campanya per millorar les condicions de detenció dels militants de la RAF i va exercir com a supervisor dels presos de la RAF al centre penitenciari de Stuttgart-Stammheim. Va conèixer l'advocat Klaus Croissant i es va convertir en empleat del seu despatx, fet que li va donar l'impuls decisiu per apropar-se a l'organització armada.

### Primeres infraccions
El 30 d'octubre de 1974, com diversos altres futurs membres de la RAF, va participar en l'ocupació de l'oficina d'Amnistia Internacional a Hamburg per protestar contra les condicions penitenciàries dels membres de la RAF. També, el 1974, va cometre un atac fallit amb còctel molotov contra l'edifici de l'Associació Mèdica de Stuttgart. A finals de 1976 va deixar la seva família i va passar a la clandestinitat.
L'1 de juliol de 1977 va estar implicat amb Knut Folkerts en un robatori a una armeria de Frankfurt. L'acte probablement va formar part dels preparatius per al segrest de l'empresari i exoficial nazi Hanns Martin Schleyer.

### Segrest i mort de Schleyer
Segons la informació derivada de les declaracions de Peter-Jürgen Boock i d'altres persones implicades en el crim, Stoll va estar directament implicat en el segrest i assassinat de Schleyer i en l'assassinat de les quatre persones que l'acompanyaven. El 6 de setembre de 1978, mentre visitava l'aleshores restaurant xinès «Shanghai», situat al carrer Oststrasse, 156, a Düsseldorf, va ser reconegut per altres clients que van trucar immediatament a la policia. Quan els inspectors van voler comprovar-ho, va treure una pistola i després va ser disparat mortalment per un agent de policia fins a quatre cops. Va morir abans d'arribar a l'hospital universitari de la ciutat.
Hi ha proves que, com a resultat de la seva participació en l'assassinat dels acompanyants de Schleyer i els esdeveniments posteriors de 1977, Stoll havia canviat psicològicament i s'havia allunyat dels posicionaments de la RAF. Per tant, Boock va expressar més tard la suposició que, amb intenció suïcida, havia provocat la situació letal al restaurant de Düsseldorf.

## Enterrament
Stoll havia manifestat que, en cas de mort, el seu desig era el de ser enterrat al cementiri de Dornhalden, situat a Stuttgart, al mateix lloc on el 1977 ho va ser els membres de la RAF Andreas Baader, Gudrun Ensslin i Jan-Carl Raspe. Per aquesta raó, el cos va ser traslladat de Düsseldorf a la seva ciutat natal, gràcies a la intercessió de l'alcalde Manfred Rommel. Tanmateix, Rommel va demanar a la família de Stoll que l'enterrés discretament al cementiri Vell de Stuttgart-Vaihingen. Els familiars van atendre la petició de Rommel i van assistir al funeral el 9 de setembre, però, després d'una indiscreció d'una funerària, molts representants de premsa i curiosos s'hi van acostar.

## Llegat
El 1987, el grup de música Clowns & Helden, en el seu àlbum homònim, li va dedicar la cançó «Willi Peter Stoll».